# Église Saint-Médard du Hamel
L'église Saint-Médard du Hamel est une église catholique située à Le Hamel, dans le département de la Somme, à l'est d'Amiens.

## Historique
Il existait, au Hamel, une église dédiée à saint Médard, au Moyen Âge. Cette église fut reconstruite au XVIIe siècle après les invasions espagnoles.
Le bâtiment tombant en décrépitude, en 1813, on envisagea sa restauration. Elle fut confiée à Victor Delefortrie, architecte amiénois, en 1858.
Ayant été détruite à la fin de la Première Guerre mondiale, tout comme le village, le 4 juillet 1918 au cours de la bataille du Hamel, la reconstruction de l'église fut confiée à l'architecte Maurice Fabre. Le plans finalisés en 1922, la reconstruction débuta en 1924 pour s'achever en 1932.

## Caractéristiques

### Extérieur
L'édifice actuel de style Art déco a été construit en brique selon un plan basilical traditionnel avec nef, transept et chœur. Une puissante tour-clocher quadrangulaire, surmontée d'un toit en flèche couvert d'ardoise, domine l'entrée de l'édifice. Trois cloches y sont installées. La nef se compose de deux travées prolongées par un transept et un chœur à chevet plat.

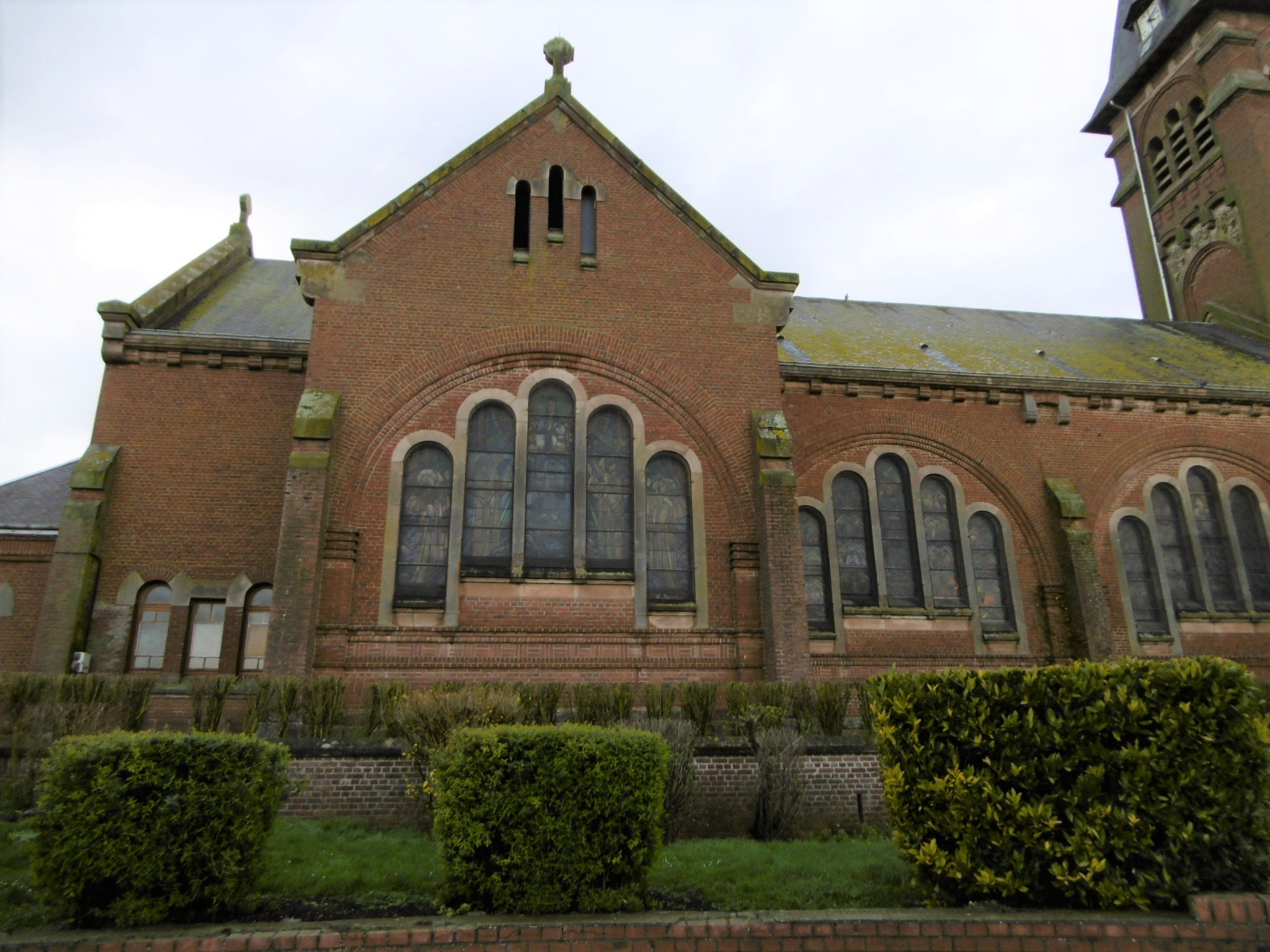
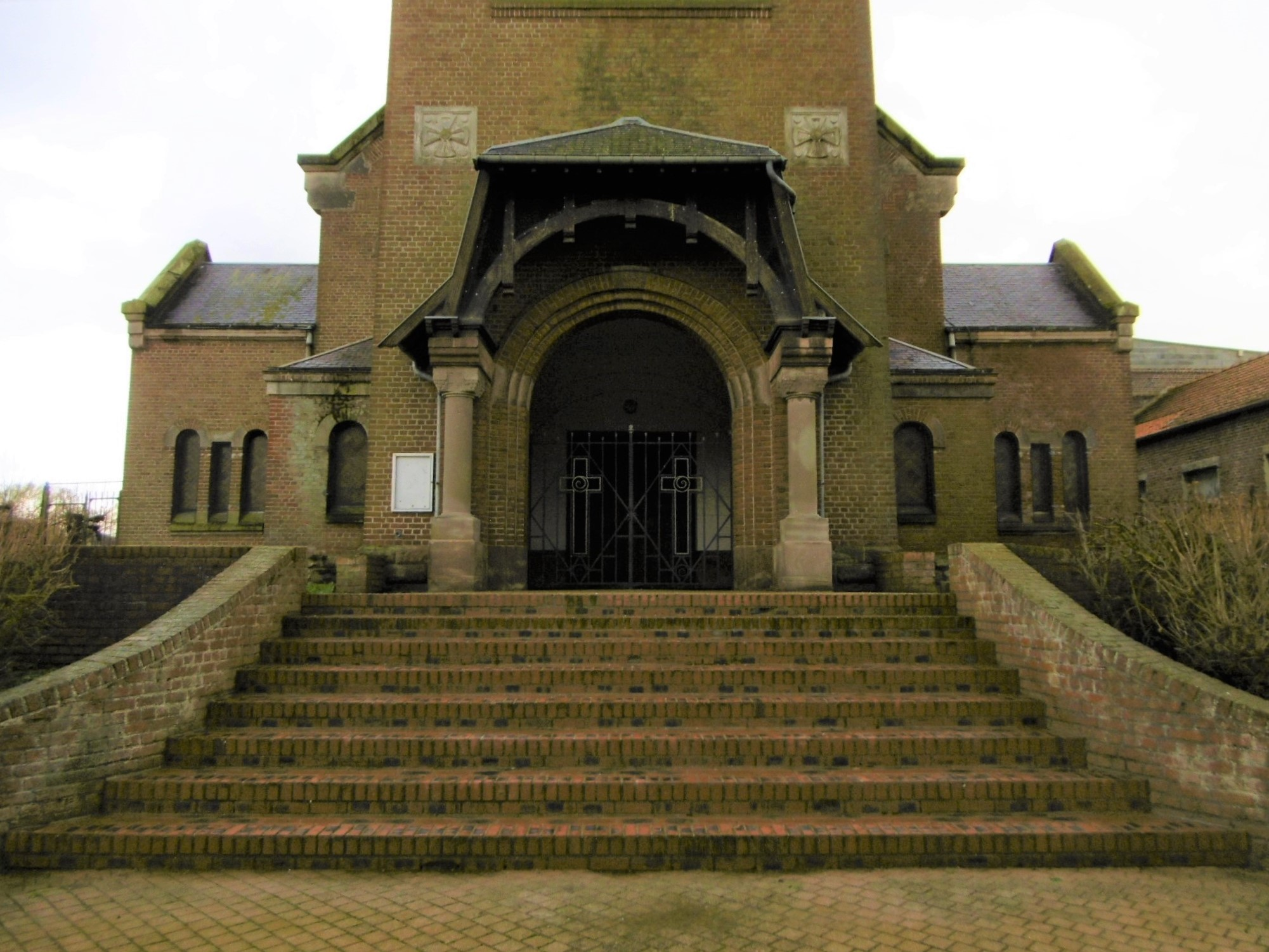
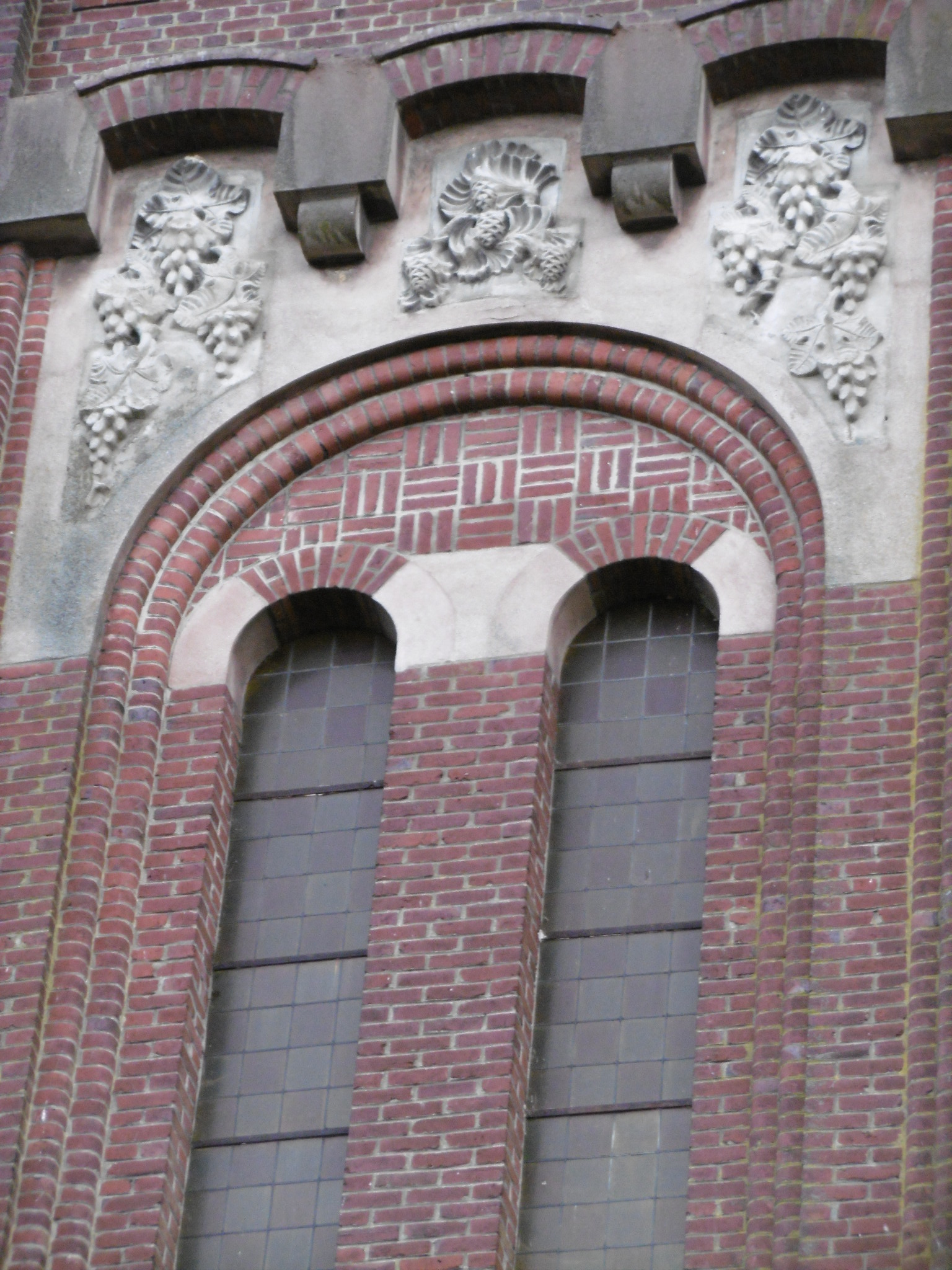

### Intérieur
L'église conserve deux statues de saintes du XVIIIe siècle, ainsi qu'un maître-autel, une chaire en pierre et un confessionnal dans le style Art déco, œuvres de Gérard Ansart, protégés en tant que monuments historiques, au titre d'objets.
L'édifice est éclairé par des baies garnies de verrières imagées représentant : sainte Thérèse de Lisieux, Jeanne d'Arc, saint Roch, saint Médard, le Sacré-Cœur et l'Assomption.

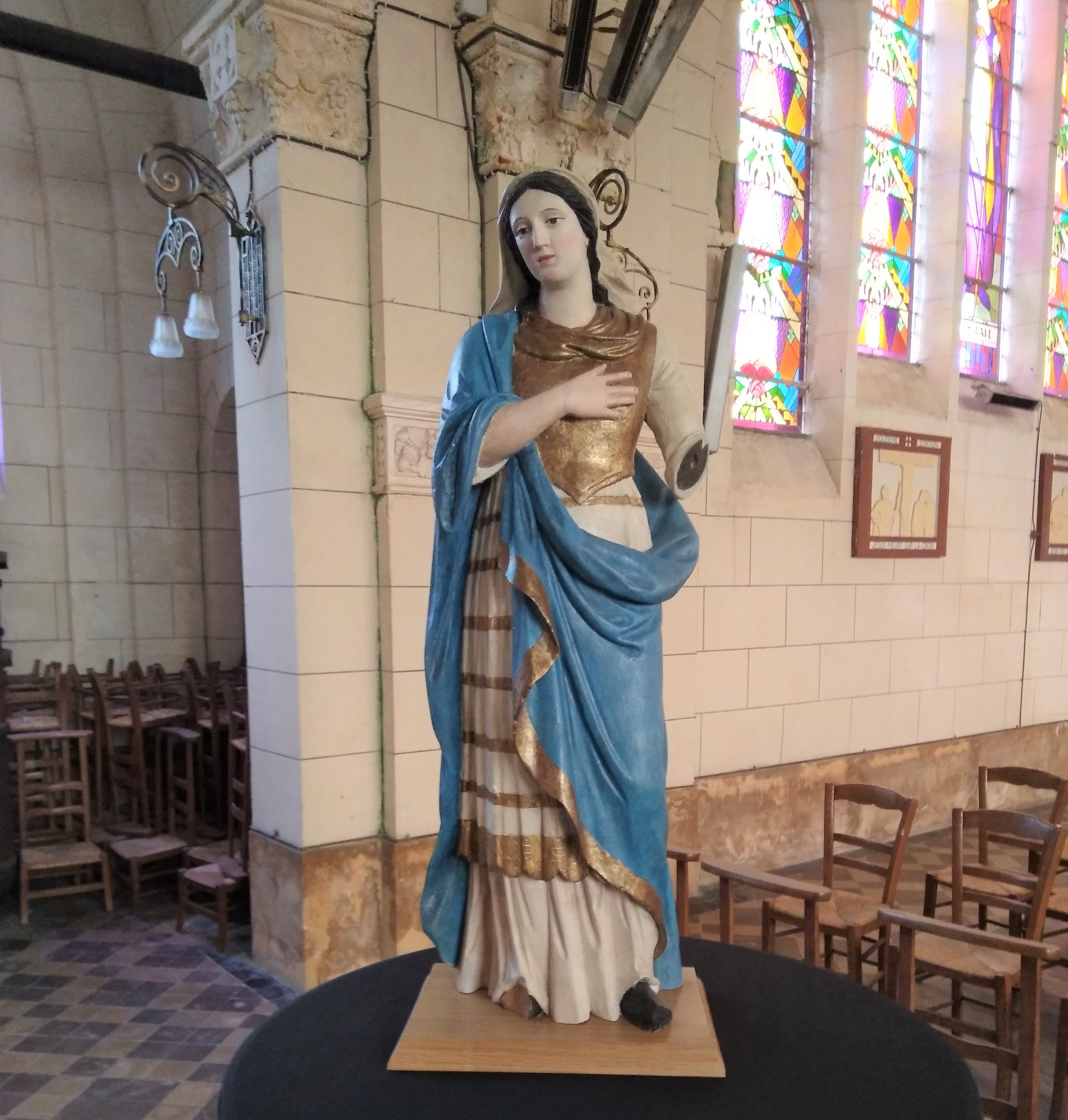
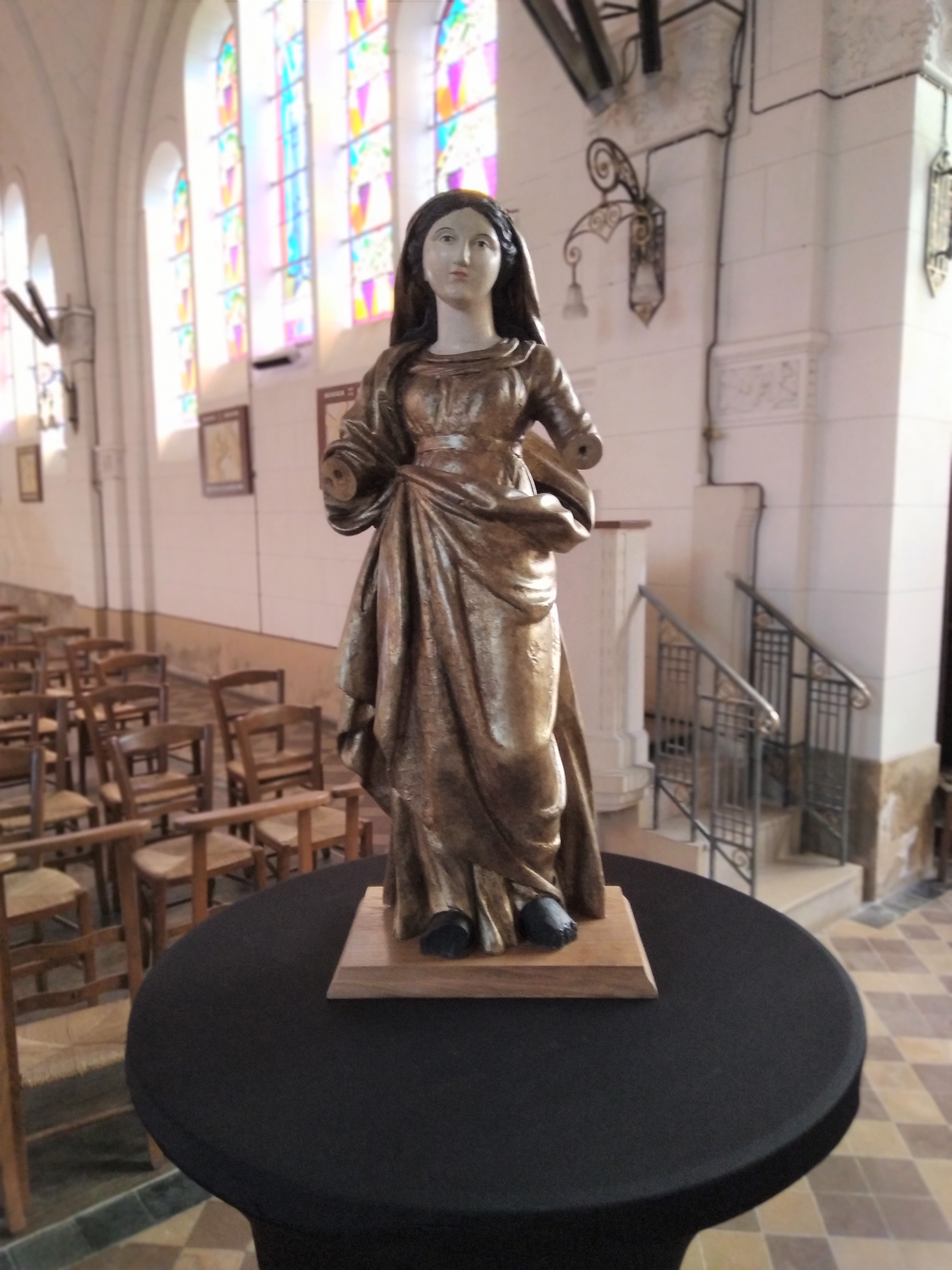
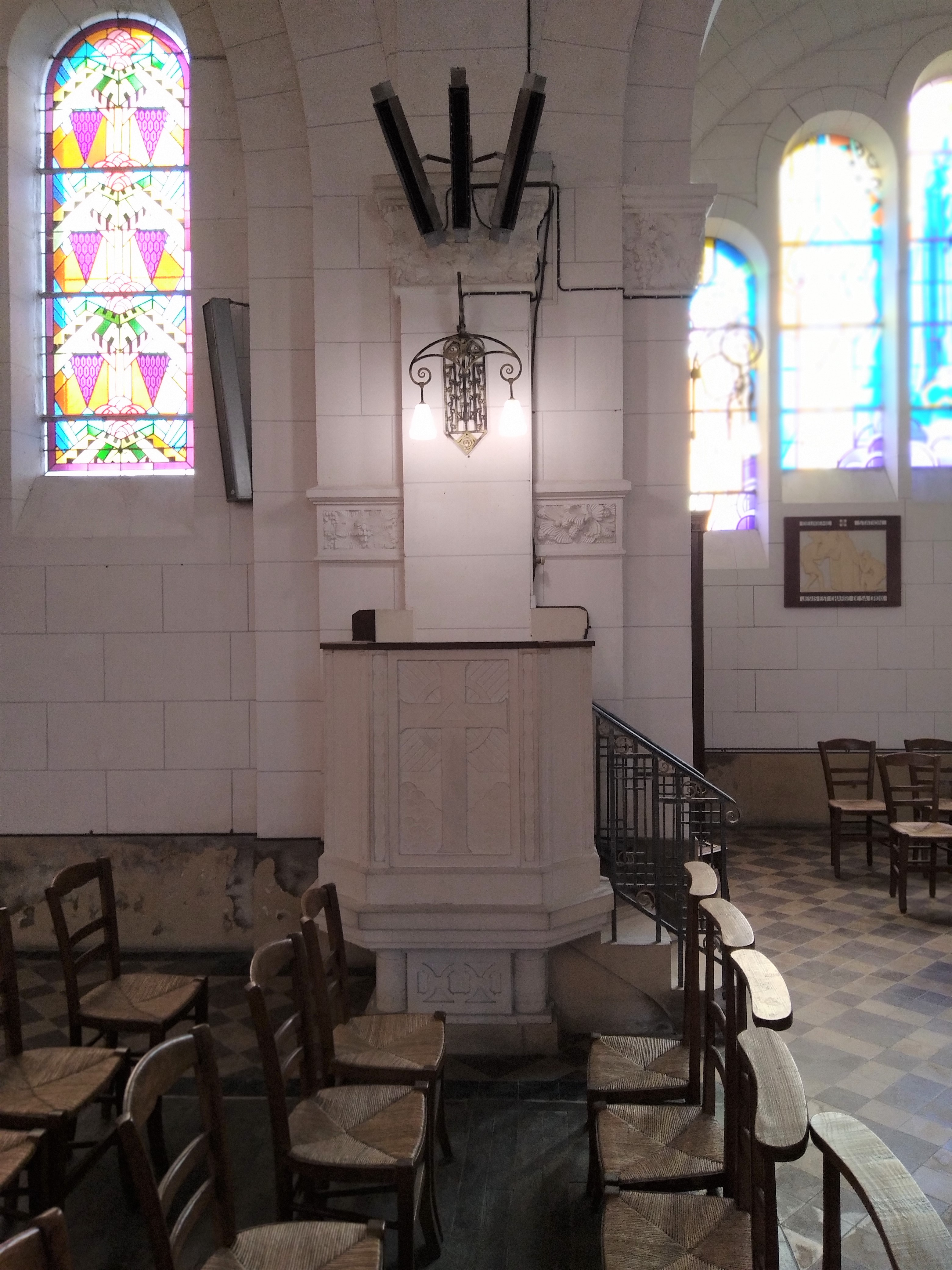
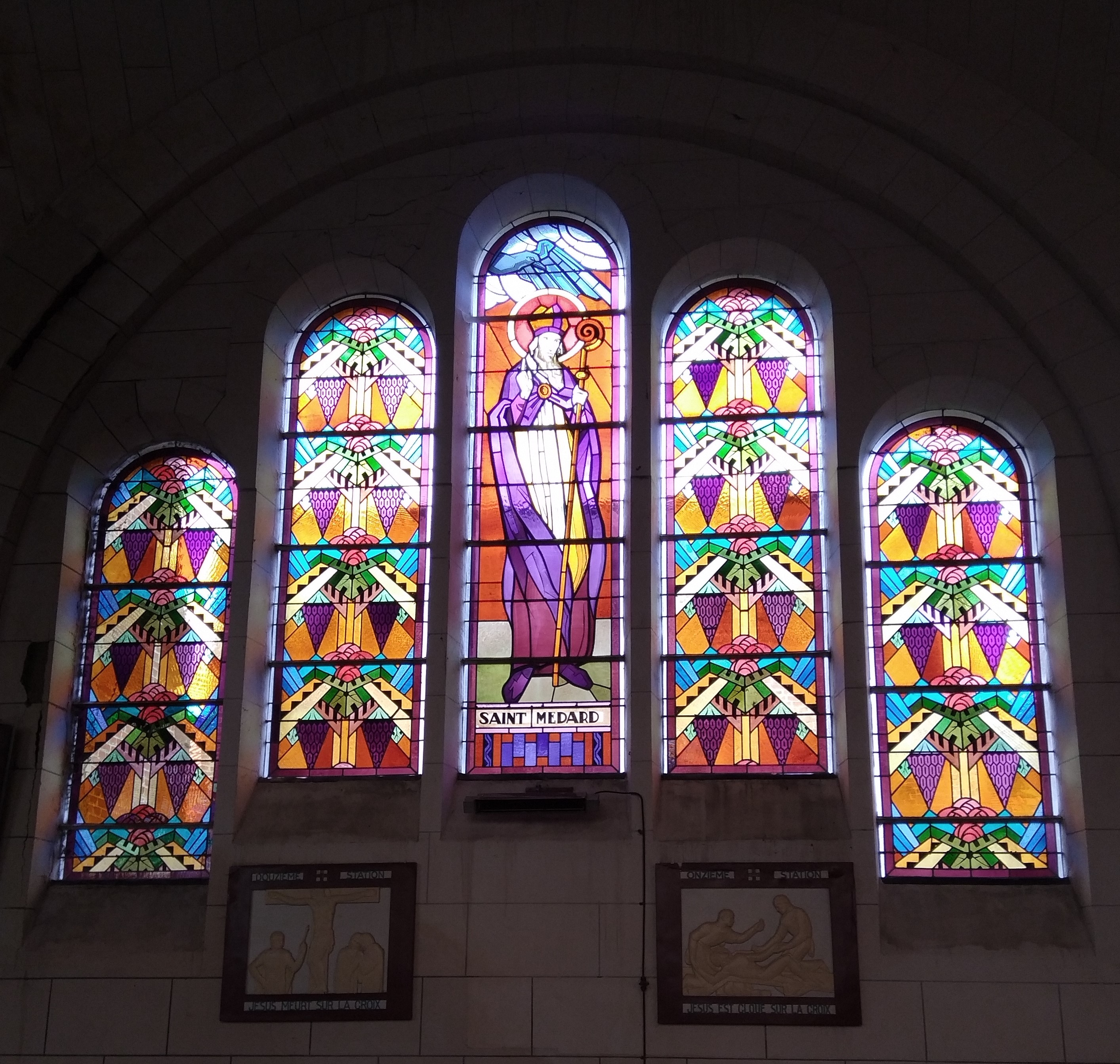